# The Grand
The Grand es un templo masónico ubicado en Baltimore, Maryland, Estados Unidos. Construido en 1866 por los masones como la Gran Logia del Templo Masónico de Maryland, el edificio fue la sede de los masones de Maryland durante más de 130 años. Edmund G. Lind recibió el encargo de diseñar un nuevo Templo Masónico. La propiedad de inspiración renacentista francesa e italiana es un edificio de 7 pisos y 90,000 pies cuadrados en el centro de Baltimore. Entre sus diez salas de reuniones principales se encuentran el Edinburgh Hall, inspirado en la Capilla Rosslyn de estilo Tudor en Escocia, y otra que se asemeja a un templo egipcio. El edificio cuenta con molduras de yeso ornamentadas, una escalera de mármol, vidrieras y candelabros rococó.

## Historia
En 1822, los masones dedicaron su primera Gran Logia de Maryland en St. Paul Street y Lexington Avenue. Durante los años de la Guerra Civil, la Gran Logia sirvió como tribunal federal para el presidente del Tribunal Supremo de los EE. UU., Roger B. Taney. Después de que terminó la guerra, la economía de Baltimore volvió a su enfoque económico y continuó expandiéndose. Más tarde, la ciudad de Baltimore adquirió la Gran Logia para una extensión permanente del Palacio de Justicia, y los masones comenzaron la construcción de su segunda Gran Logia. El 20 de noviembre de 1866, se colocó la primera piedra de la nueva Gran Logia en Charles Street.
Un incendio destruyó el interior en 1890 y un segundo incendio destruyó nuevamente el edificio en 1900, destruyendo también los pisos superiores. Las reparaciones se completaron en 1909, según los diseños de Joseph Evans Sperry . Fue Sperry quien agregó el sexto piso y el ático Beaux Arts, así como la elaborada ornamentación alrededor de la entrada.
Su primer piso se utilizó parcialmente para el comercio minorista y su sede estuvo allí hasta 1994, cuando el Lodge se mudó a las afueras. Después de la celebración del bicentenario de 1987 de la fundación de los masones de Maryland, los masones decidieron hacer uso de una gran parcela de tierra que poseían al norte de la ciudad para una nueva Gran Logia. En 1993, comenzó la construcción de un nuevo complejo en Cockeysville, Maryland, y la nueva Gran Logia de Maryland se inauguró allí en 1996.
Atraídos por su belleza y reconociendo las posibilidades para otros usos, los propietarios del vecino Tremont Suites Hotel compraron el Lodge a los Masons en 1998. La firma comenzó a planificar una renovación de la estructura que honraría su gracia y significado histórico mientras la usaba para reuniones y funciones sociales. Los funcionarios de la ciudad de Baltimore desconocían los planes de restauración y condenaron el edificio para erigir una estructura de estacionamiento muy necesaria en el terreno. Trabajando con la ciudad, los propietarios del hotel redactaron un acuerdo que salvaría el edificio y agregaría una estructura de estacionamiento directamente detrás de él. Gracias a ese acuerdo, se inició la restauración de la magnífica estructura. Se reunió un equipo de arquitectos, diseñadores, especialistas en restauración y artesanos de clase mundial para restaurar los interiores originales y replicar lo que pudieran. Después de años de trabajo, las puertas del albergue, recientemente llamado Tremont Grand, se abrieron en septiembre de 2005. El alcance del trabajo del proyecto involucró la restauración y limpieza del exterior y todos los acabados interiores, una nueva adición que proporciona ascensor y acceso al vestíbulo para los pisos 2 al 5, y un conector para The Tremont Plaza Hotel. Casi 140 años después de que se colocara su piedra angular original como la Gran Logia de Maryland, el Tremont Grand volvió a tener un estado elegante y elegante, y sigue siendo una parte de la historia de Baltimore.
Cuando el hotel pasó a llamarse Embassy Suites Baltimore Inner Harbor, el edificio pasó a llamarse Grand Historic Venue. En 2015, el edificio pasó a llamarse The Grand.